# Cleistocactus acanthurus
Cleistocactus acanthurus là một loài thực vật có hoa trong họ Cactaceae. Loài này được (Vaupel) D.R.Hunt mô tả khoa học đầu tiên năm 1987.

## Hình ảnh

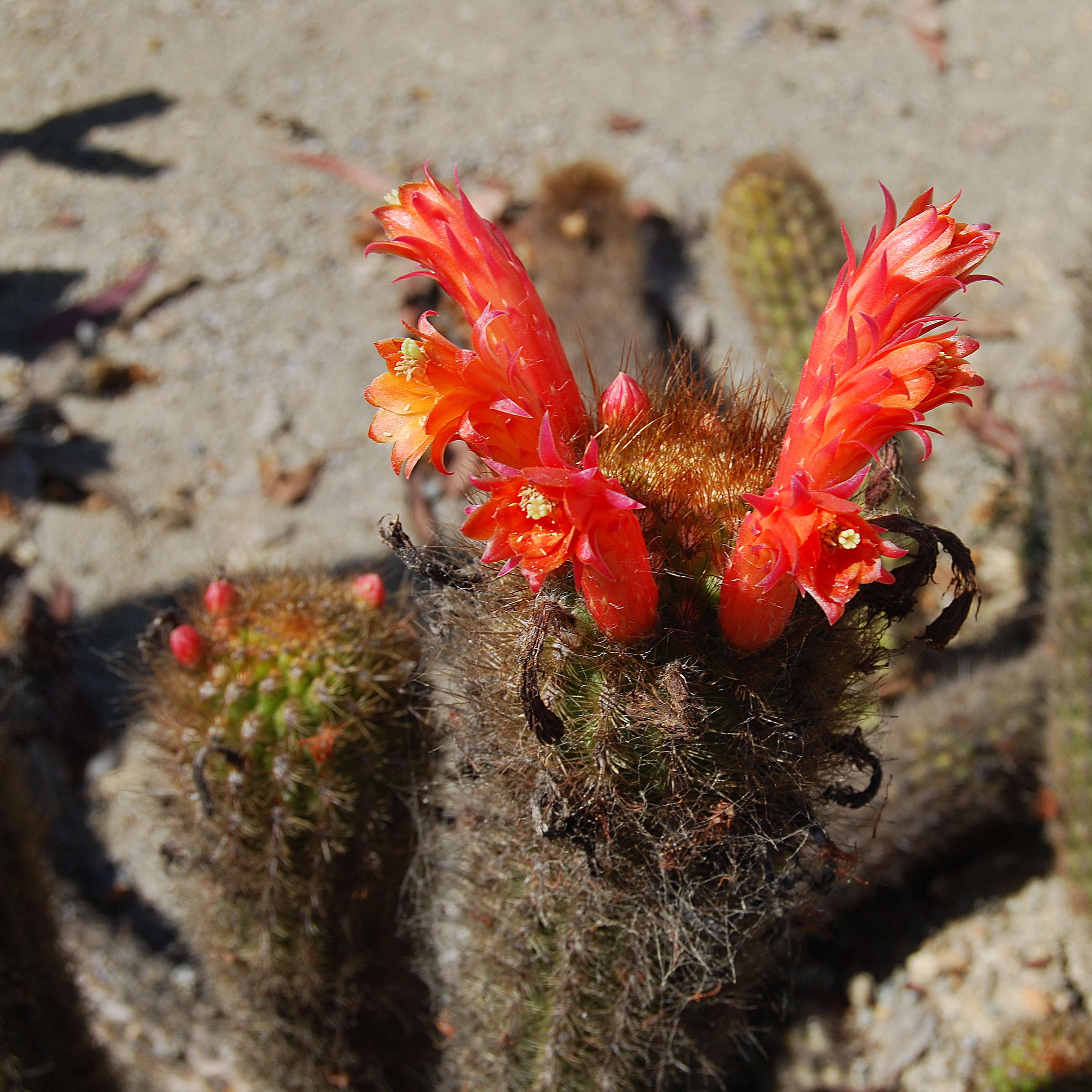
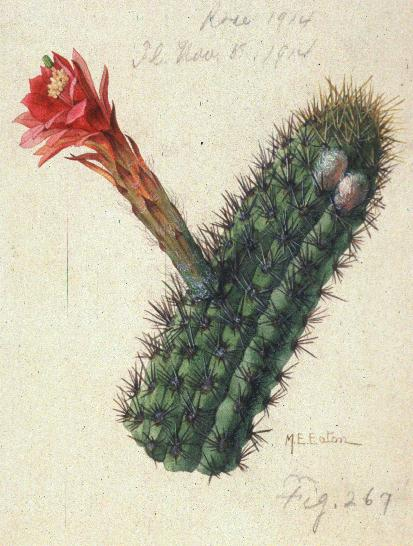
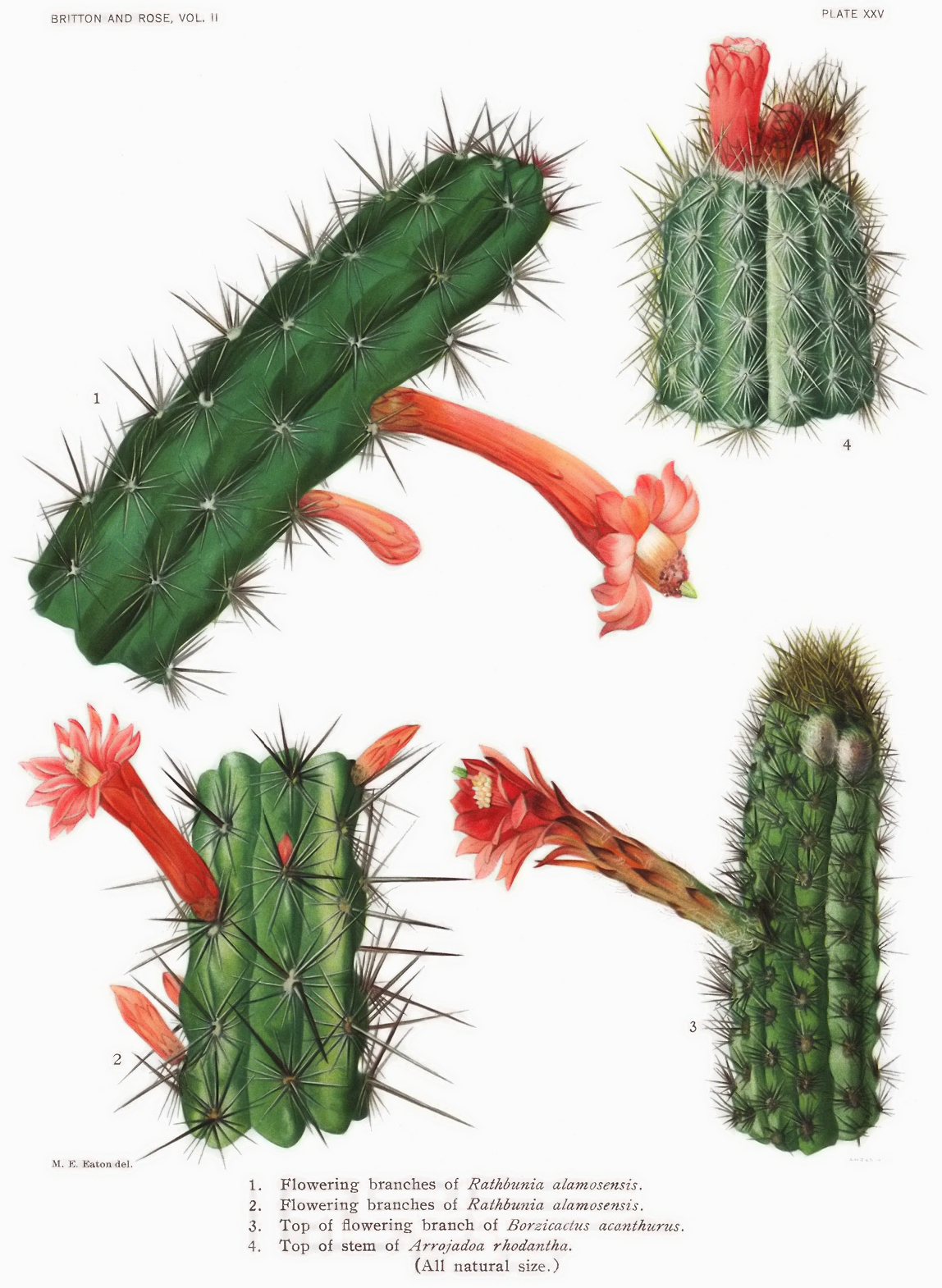